# St. Willibrord (Teveren)

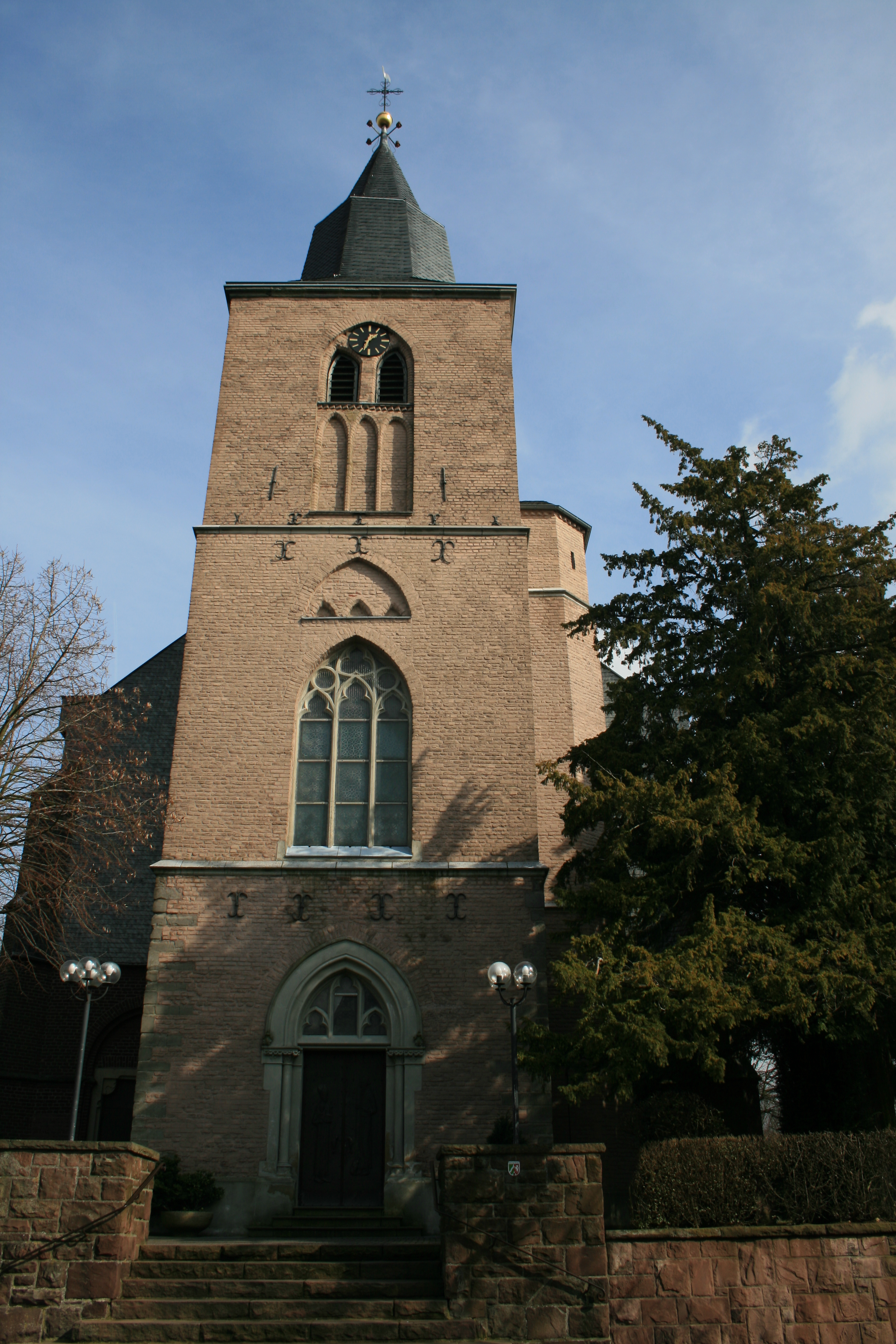
Kirchturm St. Willibrord in Teveren

Die Kirche St. Willibrord hat ihren Standort im Ortsteil Teveren in der Stadt Geilenkirchen in Nordrhein-Westfalen. Sie steht als Baudenkmal unter Denkmalschutz.

## Lage
Die dreischiffige Kirche steht im nördlichen Bereich des Ortes. In unmittelbarer Nähe der Kirche steht das denkmalgeschützte Pfarrhaus aus dem Jahre 1781.

## Geschichte
Wegen Einsturzgefahr musste die Kirche aus dem 15. Jahrhundert abgebrochen werden. Der Turm war davon nicht betroffen, wurde jedoch in den Neubau mit einbezogen. 1864 beauftragte die Gemeinde den Bauinspektor Robert Ferdinand Cremer aus Aachen mit dem Bau einer neuen Kirche, die 1868/69 errichtet wurde. 1937/38 ließ man das Innere der Kirche durch den Maler Ernst Jansen-Winkeln aus Mönchengladbach ausmalen. 1980 wurde aus der Kommunionbank der Zelebrationsaltar erstellt. Nach Freilegung der ursprünglichen Ausmalung der Bauzeit, wurde diese 1988/89 durch die Fa. Willi Sevenich aus Aachen restauriert.

## Architektur
Die Kirche ist eine kreuzrippengewölbte, dreischiffige Backstein-Halle, mit vier Jochen, einem Chorjoch sowie einem fünfseitig geschlossenen Chor. Rechts und links vom Chor befinden sich Sakristeien. Der Kirche vorgebaut ist ein dreigeschossiger Westturm mit achtseitigem, in halber Höhe gebrochenem Helm. 

## Ausstattung
- Die Orgel mit 15 Registern und mechanischer Traktur aus dem Jahre 1870 wurde von der Fa. Wendt & Heinrichs aus Haaren gebaut.
- Im Kirchturm befinden sich Glocken aus den Jahren 1790 und 1953.
- Hochaltar, zwei Nebenaltäre, Taufstein aus 1655 in Blaustein, mehrere Heiligenfiguren aus Holz.
- Buntverglasung[2]